# شارلوت كير
شارلوت كير (بالألمانية: Charlotte Kerr)‏ هي كاتبة سير ذاتية وصحفية وكاتبة سيناريو ومخرجة وممثلة ألمانية، ولدت في 29 مايو 1927 بفرانكفورت في ألمانيا، وتوفيت في 28 ديسمبر 2011 ببرن في سويسرا.

## وصلات خارجية
- شارلوت كير على موقع IMDb (الإنجليزية)
- شارلوت كير على موقع روتن توميتوز (الإنجليزية)
- شارلوت كير على موقع ألو سيني (الفرنسية)
- شارلوت كير على موقع أول موفي (الإنجليزية)
- شارلوت كير على موقع قاعدة بيانات الأفلام السويدية (السويدية)
- شارلوت كير على موقع قاعدة بيانات الفيلم (الإنجليزية)
- شارلوت كير على موقع كينوبويسك (الروسية)